# Colchicum lingulatum
Colchicum lingulatum là một loài thực vật có hoa trong họ Colchicaceae. Loài này được Boiss. & Spruner miêu tả khoa học đầu tiên năm 1844.